# Астрономический спутник

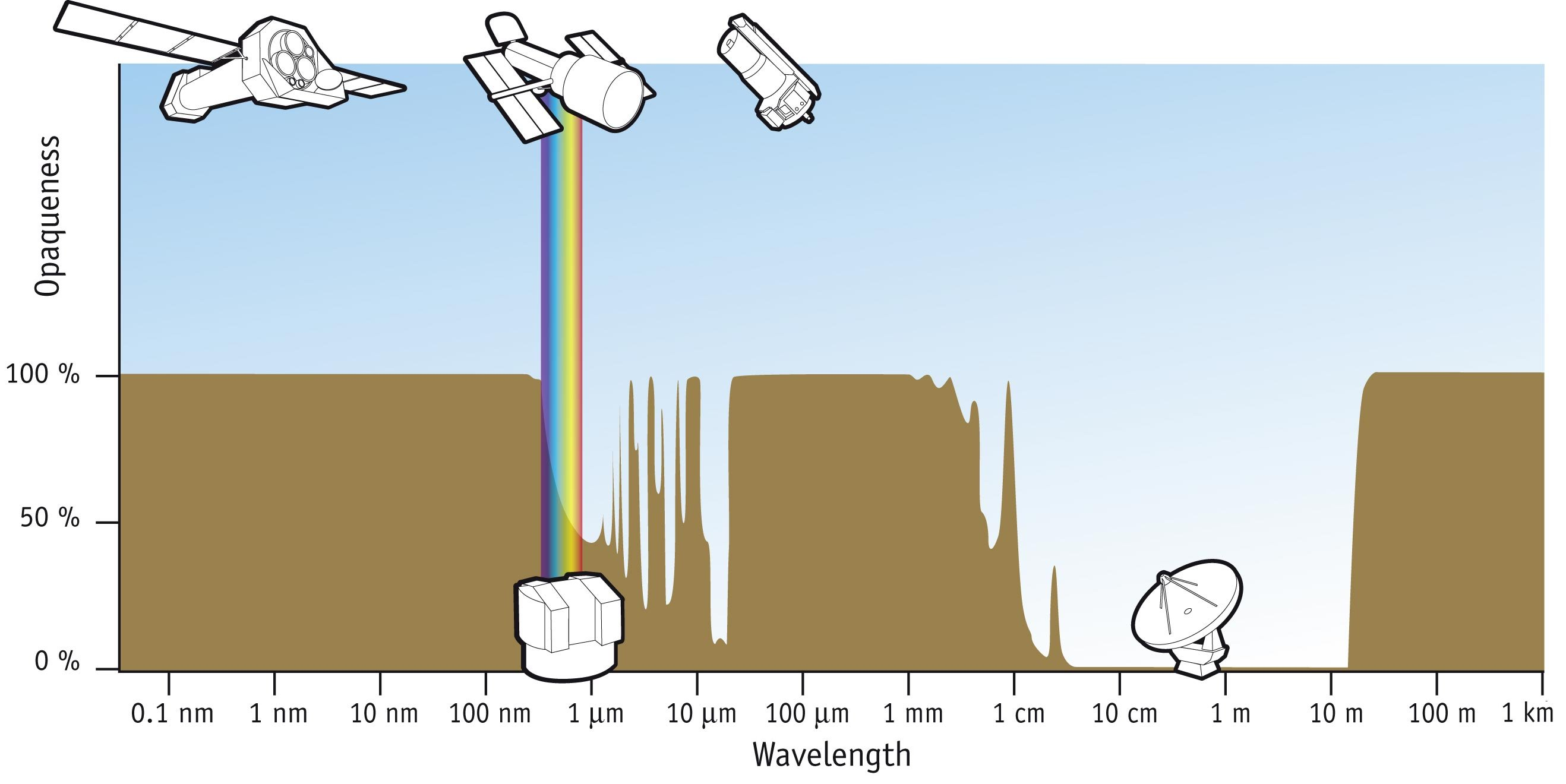
Прозрачность атмосферы и некоторые орбитальные обсерватории

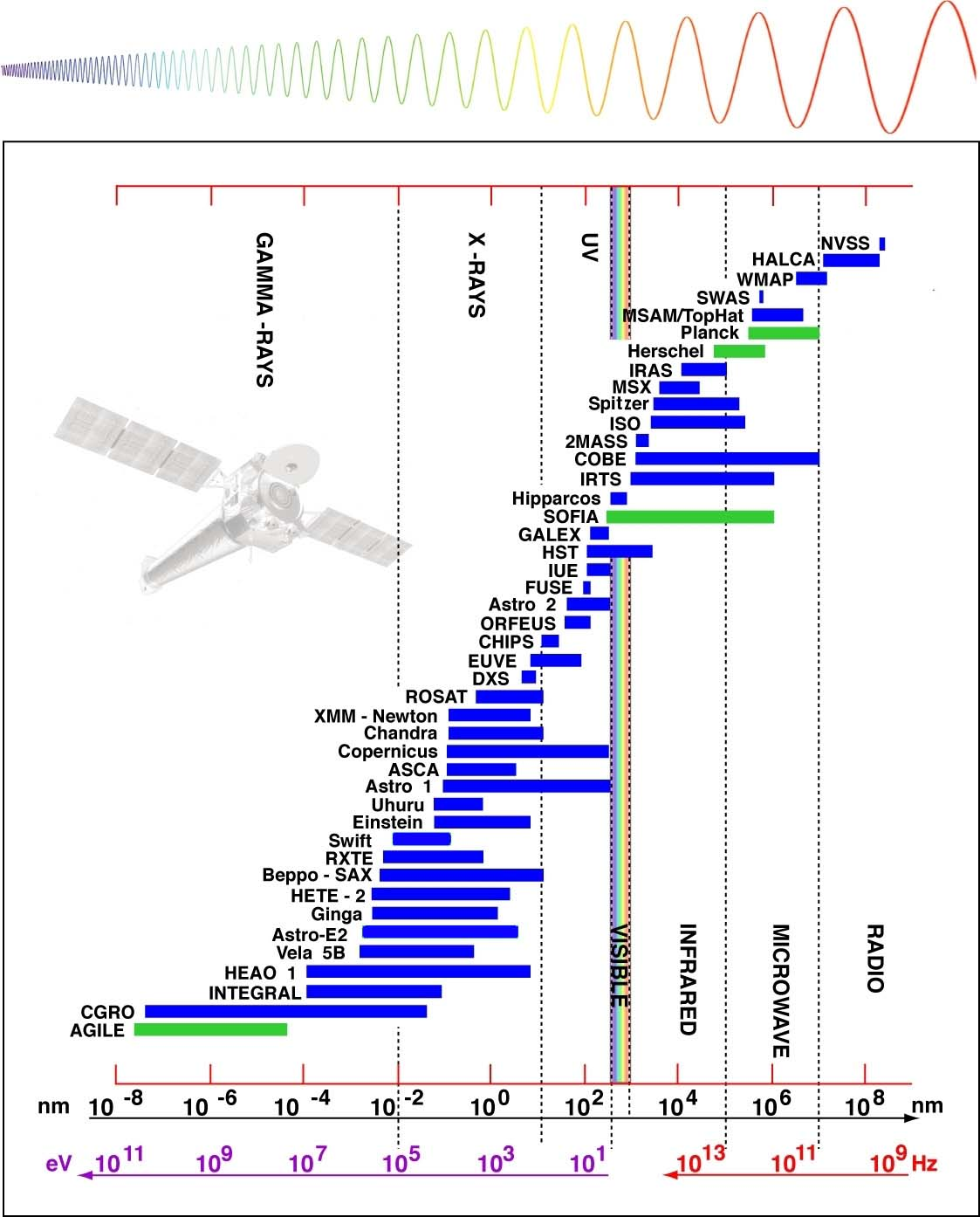
Орбитальные космические обсерватории и длина волны с которой они работают, на диаграмме отсутствуют, например, «Астрон», «Гранат»

Астрономический спутник — космический аппарат, сконструированный для проведения астрономических наблюдений из космоса. Потребность в таком виде обсерваторий возникла из-за того, что земная атмосфера задерживает гамма-, рентгеновское и ультрафиолетовое излучение космических объектов, а также большую часть инфракрасного излучения.
Космические телескопы оборудуют устройствами для сбора и фокусировки излучения, а также системами преобразования и передачи данных, системой ориентации, иногда двигательными системами. Множество значительных научных результатов было получено с помощью телескопа «Хаббл», запущенного 24 апреля 1990 года.
Крупнейшими космическими телескопами на 2022 год являются американский «Джеймс Уэбб» и российский «Радиоастрон».

## История
Вильгельм Бер и Иоганн Генрих Медлер в 1837 году обсуждали преимущества обсерватории на Луне.

### Первые космические телескопы
Первые попытки исследования электромагнитных волн были предприняты в конце 1950-х годов. Детекторы электромагнитных волн были установлены на космические аппараты Авангард-3, Explorer 11, Alouette 1.
Первым успешным полностью астрономическим спутником был советский спутник «Космос-215», запущенный 19 апреля 1968 года, а вторым стал запущенный 7 декабря того же года американский спутник «OAO-2», его предшественник «OAO-1», запущенный 8 апреля 1966 года, также нёс астрономические инструменты, но получить результаты с их помощью не удалось.
12 декабря 1970 года НАСА запустило первую орбитальную рентгеновскую обсерваторию Uhuru. За 3 года работы была впервые получена карта всего неба в рентгеновском диапазоне.

### Развитие внеземной астрономии
International Ultraviolet Explorer — орбитальный космический телескоп, работавший в ультрафиолетовом диапазоне. Первый астрономический спутник общего пользования.

### Великие обсерватории (космическая программа)
Во время этой программы проводились исследования всего электромагнитного спектра. Во время действия этой программы проводились совместные работы телескопов например: GOODS.
24 апреля 1990 года состоялся запуск первого из четырёх космических телескопа Хаббла.
5 апреля 1991 года НАСА запустило гамма-обсерваторию Комптон. Телескоп EGRET один из приборов обсерватории получил высококачественную карту неба в гамма лучах с энергией выше 100 МэВ.
23 июля 1999 года был запущен телескоп Чандра предназначенный для исследование космоса в рентген диапазоне.
25 августа 2003 года была запущена последняя четвёртая обсерватория по программе Спитцер для наблюдений в инфракрасном диапазоне.

### Работающие телескопы
Спектор-РГ — российско-немецкая орбитальная астрофизическая обсерватория (проект Роскосмоса и DLR), предназначенная для построения полной карты Вселенной в рентгеновском диапазоне. Был запущен 13 июля 2019 года с помощью ракеты Протон-М. Телескоп обнаружил свыше 1,5 миллионов источников рентгеновского излучения.
Джеймс Уэбб — космический телескоп предназначенный для исследования источников инфракрасного излучения. Зеркало телескопа составляет 6,5 метров в диаметре, что является рекордом для космических телескопов. Проект разрабатывался совместно НАСА, ЕКА и ККА.
Euclid — космический телескоп разработанный ЕКА ведущий наблюдение в оптическом и ближнем инфракрасном диапазонах. Цель миссии заключается в точном измерении ускорения расширения вселенной.

## Перспективы
В 2016 году НАСА начало работу по отбору четырёх космических телескопов для работы во второй половине 2030-х годов.
В 2017 году ЕКА одобрила миссию LISA для исследования гравитационный волн.
В 2024 году планируется запуск телескопа Сюньтянь первого в мире телескопа способного стыковываться с орбитальной станцией.
К 2028 году планируется запустить российский телескоп Спектр-УФ третий из четырёх телескопов по программе Спектр.

## Научные результаты
- Открытие рентгеновских пульсаров — аккрецирующих вращающихся нейтронных звёзд[25].
- Получение профилей поверхностной яркости Галактики в гамма-лучах. Впервые проведены сравнения яркости Галактики в гамма-лучах с распределением межзвёздной среды, что позволило подтвердить гипотезу о том, что галактическое гамма-излучение являются в основном в результате взаимодействия космических лучей высоких энергий с межзвёздным веществом[26].
- По результатам наблюдений квазаров телескопом Хаббл получена современная космологическая модель, представляющая собой Вселенную, расширяющуюся с ускорением, заполненную тёмной энергией, и уточнён возраст Вселенной — 13,7 млрд лет[27].
- Обнаружение пузырей Ферми — образований размером до 25 тысяч световых лет, расположенных над и под центром нашей Галактики — Млечного Пути[28].
- 9 октября 2012 получено изображение быстропеременной активной галактики 0716+714[29].
- Летом 2015 два телескопа НАСА обнаружили коричневый карлик с помощью метода гравитационного линзирования[30].
- Была обнаружена одна из самых далёких галактик которая появилась через 500 млн лет после большого взрыва[31].
- Был открыт официально подтверждённый объект-кандидат на статус планеты, найденный за пределами нашей галактики[32].